# Heinrich Heusser
Heinrich Heusser (* 21. September 1894 in Riehen; † 13. Februar 1967 in Basel)  war ein Schweizer Urologe, Chirurg und Hochschullehrer an der Universität Basel.
Heusser studierte bis 1919 Medizin in Basel, war dann Assistenzarzt in der Pathologie, promovierte 1921 (Über recidivierende Encephalitis haemorrhagica, zugleich ein Beitrag zur Kenntnis der Encephalitis nach Appendicitis) und war ab 1921 in der chirurgischen Klinik des Bürgerspitals Basel (dem Universitätskrankenhaus), in der er 1924 Oberarzt (Sekundärarzt) wurde. Als solcher führte er 1927 gemeinsam mit Hermann Werder die erste kontinuierliche Peritonealdialyse am Menschen durch. 1928 habilitierte er sich beim Chirurgen Carl Henschen. Danach war er bis 1931 Chirurg am privaten Bethesda Spital in Breitenbach SO. Am Bürgerspital in Basel wurde er 1934 Oberarzt für Urologie. Diese wurde vom Ordinarius Friedrich Suter vertreten, hatte aber keine eigene Abteilung. Heusser blieb gleichzeitig Chirurg an der Chirurgischen Klinik. 1939 wurde er außerordentlicher Professor und 1945 schließlich Chefarzt der neu gegründeten zweiten chirurgischen Abteilung am Bürgerspital. 1951 erhielt er einen Lehrauftrag für Urologie. Der Leiter der Chirurgie Rudolf Nissen bot ihm ein Ordinariat in Urologie an, falls Heusser auf die allgemeine Chirurgie verzichten würde, was dieser aber ablehnte, auch aus der Befürchtung finanziell dann schlechter gestellt zu sein. 1960 erhielt er dann doch noch ein persönliches Ordinariat. Während einer Operation (Magenresektion), an der er seinem späteren Nachfolger Georg Rutishauser assistierte, erlitt er 1965 einen Schlaganfall. Er war halbseitig gelähmt und erholte sich nicht mehr davon.
Er war wesentlich an der Durchsetzung der Urologie in Basel und der Schweiz beteiligt und forschte zu Grundlagenfragen in Urologie und Nephrologie und zum Beispiel zu Harnsteinerkrankungen, gutartiger Prostatavergrößerung, Harnwegsentzündungen.
Er war 1953/54 Präsident der Schweizerischen Gesellschaft für Urologie und 1957/58 der Schweizerischen Gesellschaft für Chirurgie.
1955 gründete er mit G. P. A. Narath die Zeitschrift für Urologie Urologia internationalis.